# Ореховка (Копыльский район)
Оре́ховка (бел. Арэхаўка) — посёлок в Копыльском районе Минской области Беларуси. Входит в состав Тимковичского сельсовета.

## География
Посёлок находится в 20 км к юго-западу от Копыли и в 140 км от Минска.

## История
В начале XX века посёлок (на тот момент — хутор) входил в состав Слуцкого уезда. 20 августа 1924 года посёлок был включён в Кривоселковский сельсовет Копыльского района Слуцкого уезда. В 30-х годах создан колхоз «Ореховка».

### Военное время
В ходе Великой Отечественной войны, 27 июня 1941 года посёлок был захвачен Нацистской Германией. 26 мая 1943 года немецкие войска расстреляли 14 жителей села, были сожжены 9 домов. Село было освобождено 1 июля 1944 года.

### Послевоенный период и современность
8 января 1954 года посёлок включён в состав Минского района. В 2000 году посёлок входил в состав колхоза «1 мая», а с 2007 года посёлок входит в состав ОАО «Копыльское». 28 мая 2013 село включено в состав Тимковичского сельсовета.

## Население
| 1917 | 1924 | 1926 | 1960 | 1977 | 1999 | 2007 | 2010 | 2016 | 2009 | 2019 |
| ---- | ---- | ---- | ---- | ---- | ---- | ---- | ---- | ---- | ---- | ---- |
| 9    | 87   | 80   | 78   | 49   | 45   | 33   | 27   | 18   | 27   | 24   |